# 名古屋市立植田東小学校
名古屋市立植田東小学校（なごやしりつ うえだひがししょうがっこう）は、愛知県名古屋市天白区植田東三丁目の公立小学校。

## 歴史

### 沿革
- 2009年（平成21年）4月1日 - 名古屋市立植田東小学校として開校[WEB 1]。
- 2012年（平成24年）4月 - 肢体不自由児学級を開設[WEB 1]。

## 通学区域
所管する名古屋市教育委員会は、2019年（令和元年）9月1日現在、天白区のうち、井口二丁目・植田東二丁目・植田東三丁目・梅が丘三丁目・梅が丘四丁目・梅が丘五丁目および植田東一丁目の各一部を通学区域として指定している。
また、卒業後の進学先は名古屋市立植田中学校となっている。

## 交通アクセス
- 名古屋市営地下鉄鶴舞線原駅より北へ徒歩約650メートル[WEB 4]
- 名古屋市営地下鉄鶴舞線植田駅より東へ約900メートル[WEB 4]

### WEB
1. 1 2 3  “沿革”.   名古屋市立植田東小学校. 2020年6月21日閲覧。
2. ↑  名古屋市教育委員会事務局総務部教育環境計画室計画係 (2019年9月1日). “名古屋市立小・中学校の通学区域一覧（天白区）” (PDF).   名古屋市. 2020年6月14日閲覧。
3. ↑  名古屋市教育委員会事務局総務部教育環境計画室計画係 (2018年4月1日). “名古屋市立中学校区一覧（小→中）” (PDF).   名古屋市. 2020年6月20日閲覧。
4. 1 2  “アクセス”.   名古屋市立植田東小学校. 2020年6月21日閲覧。